# Resolució 1812 del Consell de Seguretat de les Nacions Unides
La Resolució 1812 del Consell de Seguretat de les Nacions Unides, fou adoptada per unanimitat el 30 d'abril de 2008. Després d'examinar la preocupant situació al Sudan, el Consell va ampliar el mandat de la Missió de les Nacions Unides al Sudan (UNMIS) per un any fins al 30 d'abril 2009.
A més, va destacar la importància d'aplicar l'Acord de Pau Complet pel Darfur i va demanar al govern sudanès d'unitat nacional la elaboració d'un cens i la celebració d'eleccions.